# 2007년 텔레비전 애니메이션 목록
다음은 2007년에 방송된 텔레비전 애니메이션이다.

## 일본
| 제목           | 화수 | 방송 기간 | 채널        | 비고 |
| -------------- | ---- | --------- | ----------- | ---- |
| Yes! 프리큐어5 |      | 2007년    | 아사히 방송 |      |
| 나루토 질풍전  |      | 2007년    | TV 도쿄     |      |

## 참고 문헌
- 야마구치 야스오 (2005). 《일본 애니메이션 역사》. 미술문화. 261-262쪽.